# Jevhen Petruševyč
Jevhen Petruševyč, cyrilicí Євген Петрушевич, též Eugen Petruszewycz (3. června 1863 Busk – 29. srpna 1940 Berlín), byl rakouský právník a politik ukrajinské (rusínské) národnosti z Haliče, na počátku 20. století poslanec Říšské rady, po první světové válce prezident krátce existující Západoukrajinské lidové republiky, potom předák exilové ukrajinské vlády.

## Biografie
V době svého působení v parlamentu je uváděn jako advokát ve Skole.
Pocházel z rodiny řeckokatolického duchovního. Vychodil gymnázium a absolvoval Lvovskou univerzitu. Sloužil jako jednoroční dobrovolník v armádě v 10. pěšího regimentu. V letech 1896–1897 byl kandidátem advokacie ve Lvově. Pracoval na praxi v advokátní kanceláři Stepana Fedaka. Od roku 1897 do roku 1905 byl advokátem v Sokali, potom od roku 1910 ve Skolu.
Veřejně a politicky se angažoval. V letech 1900–1905 předseda spolku Ruska rada, v roce 1905 se stal předsedou pobočky organizace Prosvita v Sokali.
Patřil do Ukrajinské národně demokratické strany. Od roku 1908 do roku 1914 zasedal coby poslanec Haličského zemského sněmu. Působil také coby poslanec Říšské rady (celostátního parlamentu Předlitavska), kam usedl ve volbách do Říšské rady roku 1907, konaných poprvé podle všeobecného a rovného volebního práva. Byl zvolen za obvod Halič 65. Mandát obhájil ve volbách do Říšské rady roku 1911.
V době svého působení na Říšské radě je uváděn coby zástupce Ukrajinské národně demokratické strany. Po volbách roku 1907 byl uváděn coby člen poslaneckého Rusínského klubu. Po volbách roku 1911 zasedal v klubu Ukrajinské parlamentní zastoupení. V letech 1907–1916 byl místopředsedou a v letech 1916–1918 pak předsedou poslaneckého ukrajinského klubu na Říšské radě.
Za první světové války byl členem Ukrajinské národní rady ve Vídni. Ve dnech 18. – 19. října 1918 předsedal ukrajinskému ustavujícímu shromáždění ve Lvově. Vedl jednání s rakousko-uherskými úřady o předání moci ve východní Haliči. Po válce, v době krátké existence Západoukrajinské lidové republiky, se stal prezidentem tohoto státního útvaru. Od června 1919 mu byl udělen titul diktátora a byl tak zároveň prezidentem i předsedou vlády této republiky. V roce 1920 podnikl cestu do Paříže a Londýna a pokoušel o mezinárodní uznání ukrajinského státu.
Po obsazení území Západoukrajinské lidové republiky Polskem působil jako předák exilové ukrajinské vlády ve Vídni. Po tlaku polské vlády musel opustil Rakousko a Československo a odešel do Německa. Po rozpuštění exilové vlády byl nadále aktivní v ukrajinském hnutí. Po německém útoku na Polsko sepsal memorandum německým úřadům, ve kterém podporoval ukrajinské státoprávní aspirace.
Zemřel v roce 1940 v Hermsdorfu v Berlíně. Pochován byl v Berlíně, později jeho ostatky převezeny na Lyčakovský hřbitov ve Lvově.